# Arantxa Aranguren
Arantxa Aranguren Ilarregui, es una actriz española, con experiencia profesional en teatro, cine y televisión, galardonada por la Unión de Actores como mejor actriz de cine y teatro, y premio AISGE a mejor interpretación femenina en el Festival de Cannes.

## Formación en Arte Dramático
Estudios de Arte Dramático en la Escuela Navarra de Teatro y Estudios de Interpretación Escénica en el Laboratorio Teatral William Layton de Madrid.

## Premios de interpretación
- Premio Unión de Actores 2021. Cine. Mejor actriz de reparto (Maixabel).
- Festival de Cans 2017. Premio AISGE a la mejor interpretación femenina por el cortometraje La Madrina de Pedro Sancho.
- Premio Unión de Actores 2006. Teatro. Mejor actriz de reparto (Así es, si así os parece).
- Premio Unión de Actores 2004. Teatro. Mejor actriz de reparto (Yo, Claudio).

## Cine
- El Laberinto: La guerra secreta de España. Ignacio Oliva Mompeán. Ignacio Oliva Films.
- Mr. Nadie. M. A. Calvo Buttini. Salto del eje PC.
- "Traineras, pasión por el remo". Telmo Iragorri. Embabia Films S.L.
- Las chicas de la estación. Juana Macías. Las chicas de la estación S.L.
- El correo (película). Daniel Calparsoro. Vaca Films.
- Madres paralelas. Pedro Almodóvar. El Deseo.
- Maixabel. Iciar Bollain. Kowalski Films. Premio Unión de Actores y Actrices a la mejor actriz de reparto 2021.
- Dirección única. Ignacio Oliva.
- El silencio de la ciudad blanca (película). Daniel Calparsoro.
- Ola de crímenes. Gracia Querejeta.
- Donde el bosque se espesa. M.Angel Calvo Buttini. Twin Freaks y Salto de Eje P.C.
- La Madrina. Pedro Sancho. Premio AISGE a la mejor interpretación femenina en el Festival de Cans 2017.
- Perdiendo el norte. Nacho G. Velilla.
- Cordelias. Gracia Querejeta. Nominado Mejor Cortometraje de Ficción. Anexo:XXX edición de los Premios Goya
- Quince años y un día. Gracia Querejeta.
- La voz dormida. Benito Zambrano.
- Trece Rosas. Pedro Costa. Emilio Martínez Lázaro.
- XXL. Tripictures. Julio Sánchez Valdés.
- Mis estimadas víctimas. Pedro Costa.
- Ura, mara, mara. Realización: Inés Boza y Carles Mallol. Producción: Gobierno de Navarra–Euskal Telebista.

## Televisión
- La Promesa. BAMBU PRODUCCIONES (2025)
- La Canción. BUENDIA ESTUDIOS S.L. (2025)
- Salvador. ALEA MEDIA/NETFLIX (2024)
- Detective Romi. MANDARINA/MEDIASET (2024)
- Muertos S.L.. CONTUBERNIO S.L. (2023)
- Las abogadas. MOD PRODUCCIONES (2023)
- Entre tierras. BOOMERANG TV (2023)
- El secreto de Puente Viejo. BOOMERANG TV (2019-2020)
- Gigantes. MOVISTAR. LA ZONA (2018)
- El incidente. BOOMERANG TV (2017)
- Acacias 38. BOOMERANG TV (2015-2016)
- El secreto de Puente Viejo. BOOMERANG TV (2014)
- Gran Hotel. BAMBÚ PRODUCCIONES (2012)
- Los misterios de Laura. IDA Y VUELTA PRODUCCIONES (2011)
- Física o Química. IDA Y VUELTA PRODUCCIONES (2009)
- Euskolegas. PAUSOKA.
- La que se avecina. ALBA ADRIÁTICA.
- Sin tetas no hay paraíso. GRUNDY TELEVISIÓN
- La familia Mata. NOTRO FILMS.
- Amar en tiempos revueltos. DIAGONAL TV.
- Cuenta atrás. GLOBO MEDIA.
- Hospital Central. VIDEO MEDIA.
- Aquí no hay quien viva. MIRAMÓN MENDI.
- Compañeros. GLOBO MEDIA.
- Doble y más. MIRAMÓN MENDI.

## Teatro
- AMADORA de María Velasco y Miren Iza. Dirección: María Velasco. Teatro Kamikaze.
- RIF (de piojos y gas mostaza) de Laila Ripoll y Mariano Llorente. Dirección: Laila Ripoll. Centro Dramático Nacional y Compañía Micomicon.
- La viuda valenciana de Lope de Vega. Versión: Borja Rodríguez. Dirección: Borja Rodríguez. MIC PRODUCCIONES.
- Filoctetes de Sófocles. Versión: Jordi Casanovas. Dirección: Antonio Simón. Festival Internacional de Teatro Clásico de Mérida 2018 y BITO PRODUCCIONES.
- Donde el bosque se espesa de Laila Ripoll y Mariano Llorente. Dirección: Laila Ripoll. Compañía Micomicon. Proyecto europeo UNREST (H2020).
- La casa de Bernarda Alba de Federico García Lorca. Dirección: Álvaro Morte. Compañía 300 Pistolas.
- Atlas de geografía humana de Almudena Grandes. Adaptación: Luis García-Araus. Dirección: Juanfra Rodríguez.Centro Dramático Nacional.
- Ni con un pétalo de rosa de Nieve de Medina. Dirección: Juanfra Rodríguez.
- Realidad de Tom Stoppard. Dirección: Natalia Menéndez. Centro Dramático Nacional.
- Las cuñadas de Michel Tremblay. Dirección: Natalia Menéndez. Con María Pujalte, Lola Casamayor, Lorena Berdún y Julieta Serrano.
- Así es, si así os parece de Pirandello. Dirección: Miguel Narros
- Diálogos de Javier y el mar de P. Lamet. Dirección: Ignacio Aranaz
- Agamenón de Esquilo. Dirección: Rosa G.ª Rodero
- Yo, Claudio de Robert Graves. Dirección: José C. Plaza
- Volveremos a hablar de esta noche de Jaime Palacios. Dirección: Jaime Palacios
- La voz humana de Jean Cocteau. Dirección: Miguel Munárriz
- El amor de Fedra de Sarah Kane. Dirección: Carlos Marchena
- Cierra bien la puerta de Ignacio Amestoy. Dirección: Francisco Vidal
- Dos amigos de Verona de W. Shakespeare. Dirección: Carlos Marchena
- Top Girls de Caryl Churchill. Dirección: Magüi Mira
- Buero Vallejo. La realidad iluminada. Selección de textos y dramaturgia: Virtudes Serrano y Mariano de Paco. Dirección: Miguel Narros
- Los enamorados de Goldoni. Dirección: Miguel Narros
- La Estrella de Sevilla de Lope de Vega. Compañía Nacional de Teatro Clásico. Dirección: Miguel Narros
- Yonquis y yanquis de José Luis Alonso de Santos. Dirección: Francisco Vidal
- De mujeres y casamientos. Entremeses del siglo de Oro de Quevedo, Calderón y Quiñones de Benavente. Dirección: Fernando Rojas
- Opera Selene de Tomás Marco. Dirección: José Carlos Plaza
- Seis personajes en busca de autor de Luigi Pirandello. Dirección: Miguel Narros
- La doble inconstancia de Marivaux. Dirección: Miguel Narros
- La truhana de Antonio Gala. Dirección: Miguel Narros
- Fiesta Barroca. El gran mercado del mundo de Calderón de la Barca. Dirección: Miguel Narros

## Otros Canales
- PÁGINA OFICIAL ARANTXA ARANGUREN
- YOUTUBE Canal de Arantxa Aranguren
- IMDB Arantxa Aranguren
- FACEBOOK Arantxa Aranguren
- INSTAGRAM Arantxa Aranguren